# Sing- und Musikschulverordnung
Die Sing- und Musikschulverordnung (kurz SiMuV) ist eine Rechtsverordnung des Bayerischen Staatsministeriums für Unterricht und Kultus. Sie wurde am 17. August 1984 erlassen und trat zum 1. August 1984 in Kraft. Die Verordnung regelt, unter welchen Voraussetzungen eine Einrichtung im Freistaat Bayern die Bezeichnung „Singschule“ oder „Musikschule“ führen darf. Grundlage ist Art. 123 Abs. 2 Satz 2 des Bayerischen Erziehungs- und Unterrichtsgesetzes (BayEUG). Sie gilt für alle öffentlich geförderten Musikschulen in Bayern, insbesondere für Mitgliedsschulen des Verbandes Bayerischer Sing- und Musikschulen.

## Inhalt
Die SiMuV legt fachliche, personelle und organisatorische Anforderungen an Musikschulen fest. Ziel ist die Sicherung eines qualitätsorientierten, strukturierten Musikunterrichts, insbesondere für Kinder und Jugendliche.
Die wichtigsten Anforderungen umfassen:
- Ein umfassendes Unterrichtsangebot mit musikalischer Früherziehung, Grundausbildung, Instrumentalunterricht und Ensemblefächern
- Unterricht ausschließlich durch musikpädagogisch qualifizierte Lehrkräfte
- Eine musikpädagogisch qualifizierte Schulleitung
- Soziale Ausgewogenheit bei der Entgeltgestaltung
- Schriftliche Arbeitsverträge und soziale Absicherung der Lehrkräfte

## Besonderheiten
Die Verordnung berücksichtigt sogenannte Mangelfächer wie Hackbrett, Akkordeon oder E-Gitarre, für die abweichende Zugangsvoraussetzungen gelten können. Auch Unterricht in den Bereichen Volksmusik und Popularmusik ist ausdrücklich eingeschlossen. Für Einrichtungen im Aufbau gilt eine Übergangsfrist von bis zu vier Jahren.
Die Verwendung der Bezeichnung „Musikschule“ oder „Singschule“ kann untersagt werden, wenn die Anforderungen der Verordnung nicht erfüllt werden. Eine formelle staatliche Anerkennung im engeren Sinne wird durch die Verordnung nicht begründet.

## Rechtsgrundlage
Die rechtliche Grundlage bildet Art. 123 Abs. 2 Satz 2 des BayEUG. Dieser erlaubt dem Bayerischen Staatsministerium für Unterricht und Kultus, durch Rechtsverordnung zu regeln, unter welchen Voraussetzungen die Bezeichnung „Singschule“ oder „Musikschule“ geführt werden darf.